# Schloss Moosham
Schloss Moosham är ett slott i Österrike.   Det ligger i distriktet Tamsweg och förbundslandet Salzburg, i den centrala delen av landet, 240 km sydväst om huvudstaden Wien. Schloss Moosham ligger 1 113 meter över havet.
Terrängen runt Schloss Moosham är varierad. Schloss Moosham ligger nere i en dal. Runt Schloss Moosham är det glesbefolkat, med 20 invånare per kvadratkilometer.. Närmaste större samhälle är Tamsweg, 8,9 km öster om Schloss Moosham. 
I omgivningarna runt Schloss Moosham växer i huvudsak blandskog.